# J.B. Greenhut & Company
J.B. Greenhut & Company was een bedrijf in Manhattan dat twee warenhuizen exploiteerde. Het bedrijf beheerde vóór het faillissement panden op de hoek van 6th Avenue en 17th Street. Het bedrijf kampte met waardevermindering van zijn onroerend goed in het onderste gedeelte van 6th Avenue en een hypotheekschuld van $ 3.200.000. Een van de voornaamste redenen voor het faillissement van J.B. Greenhut & Company was de exploitatie van een particuliere financiële instelling, de Greenhut Bank, die te maken kreeg met een verlammende bankrun. 

## Faillissementsprocedure
In 1915 ging het bedrijf failliet. De onderneming was daarvoor onder curatele gesteld nadat de Monmouth Securities Company, een holdingmaatschappij uit New Jersey, een rechtszaak tegen de onderneming had aangespannen. De activa van J.B. Greenhut & Company bedroegen $ 18.179.964 en de passiva bedroegen in totaal $ 12.703.364. De grootste schuldeiser van het bedrijf was William Waldorf Astor, de verhuurder van het onroerend goed waarop het hoofdgebouw van J.B. Greenhut & Company was gevestigd. De huurovereenkomst zou in 1925 aflopen en bedroeg $ 562.069. 
Twee dochterondernemingen van het bedrijf, de Joseph Benedict Company en de Manhattan Laboratories Company, werden op 13 april 1915 medeverdachten in de rechtszaak genoemd. Op 28 april 1915 oordeelde rechter Learned Hand dat J.B. Greenhut & Company failliet was bij de United States District Court. 